# Подобас
Подобас (устар. Подобасс) — река в России, протекает по Кемеровской области (Новокузнецкий район и Мысковский городской округ). Устье реки находится в 625 км по левому берегу реки Томь. Длина реки составляет 24 км.
На реке находится ряд селений (от истока к устью): Берензас, Верх-Подобас, Берензас и Подобас.
По реке назван Подобасский остров на реке Томь.

## Данные водного реестра
По данным государственного водного реестра России относится к Верхнеобскому бассейновому округу, водохозяйственный участок реки — Томь от истока до города Новокузнецк, без реки Кондома, речной подбассейн реки — Томь. Речной бассейн реки — (Верхняя) Обь до впадения Иртыша.